# Campionati mondiali di pallacanestro 3x3
I campionati mondiali di pallacanestro 3x3 sono il più grande torneo per la pallacanestro 3x3. L'esordio del torneo si è tenuto nell'agosto 2012 ad Atene, in Grecia. Campione in carica la Serbia.
Ci sono due eventi nel torneo; uno per gli uomini e un altro per le donne. Ogni squadra ha 4 giocatori (3 in campo, 1 in panchina). Nella prima edizione c'era un evento misto in cui ogni squadra era composta da due uomini e due donne.

## Risultati

### Torneo maschile
| Anno | Località    | Oro         | Argento     | Bronzo   |
| 2012 | Atene       | Serbia      | Francia     | Ucraina  |
| 2014 | Mosca       | Qatar       | Serbia      | Russia   |
| 2016 | Canton      | Serbia      | Stati Uniti | Slovenia |
| 2017 | Nantes      | Serbia      | Paesi Bassi | Francia  |
| 2018 | Manila      | Serbia      | Paesi Bassi | Slovenia |
| 2019 | Amsterdam   | Stati Uniti | Lettonia    | Polonia  |
| 2022 | Anversa     | Serbia      | Lituania    | Francia  |
| 2023 | Vienna      | Serbia      | Stati Uniti | Lettonia |
| 2025 | Ulaanbaatar | Spagna      | Svizzera    | Serbia   |

### Torneo femminile
| Anno | Località    | Oro         | Argento  | Bronzo      |
| 2012 | Atene       | Stati Uniti | Francia  | Australia   |
| 2014 | Mosca       | Stati Uniti | Russia   | Belgio      |
| 2016 | Canton      | Rep. Ceca   | Ucraina  | Stati Uniti |
| 2017 | Nantes      | Russia      | Ungheria | Ucraina     |
| 2018 | Manila      | Italia      | Russia   | Francia     |
| 2019 | Amsterdam   | Cina        | Ungheria | Francia     |
| 2022 | Anversa     | Francia     | Canada   | Lituania    |
| 2023 | Vienna      | Stati Uniti | Francia  | Australia   |
| 2025 | Ulaanbaatar | Paesi Bassi | Mongolia | Canada      |

### Torneo misto
| Anno | Località | Oro     | Argento   | Bronzo  |
| 2012 | Atene    | Francia | Argentina | Ucraina |